# Südschnellweg

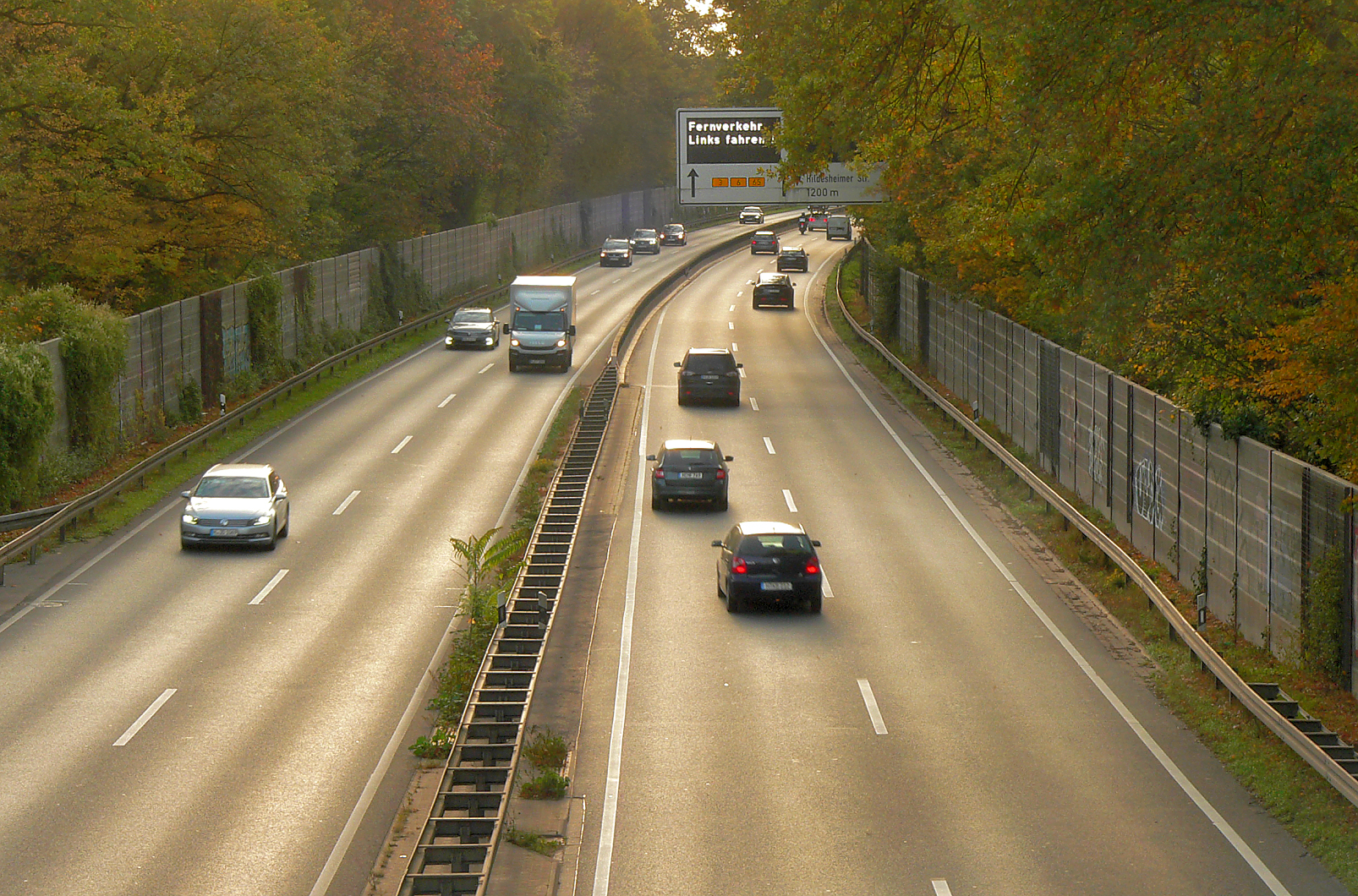
Der Südschnellweg zwischen Schallschutzwänden

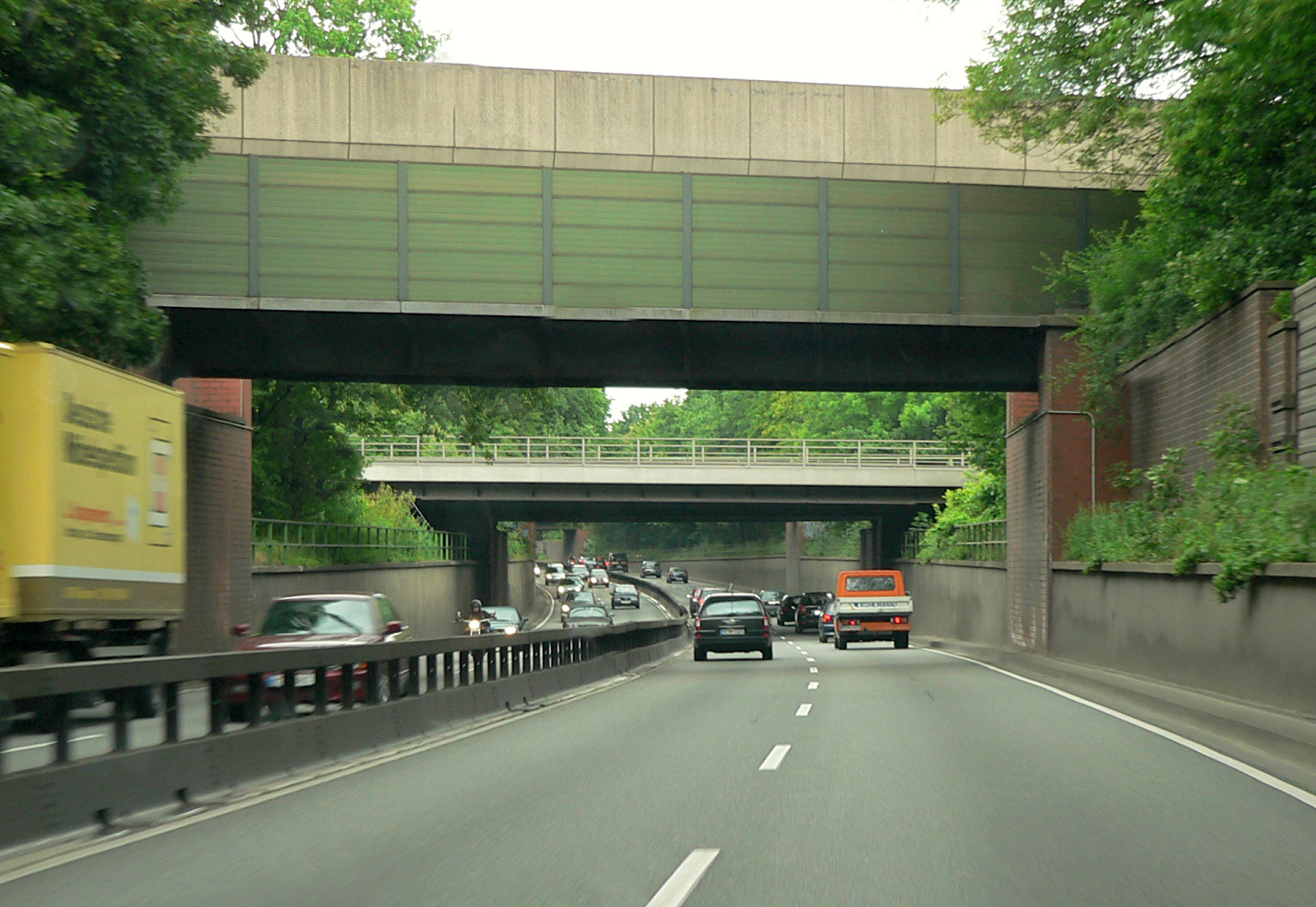
Brückenunterführung

Der Südschnellweg ist eine überwiegend vierstreifige Kraftfahrstraße in Hannover. Die rund 12 km lange Straße beginnt im Stadtteil Ricklingen und führt über die Stadtteile Döhren, Seelhorst, Bemerode und Kirchrode nach Anderten. Der Südschnellweg ist die einzige leistungsstarke Verbindungsstraße im Süden Hannovers, die das Niederungsgebiet der Leine hochwassersicher durchquert.

## Geschichte
Der Südschnellweg entstand ab 1954. Zusammen mit dem Westschnellweg, dem Messeschnellweg und anderen Schnellstraßen gehört er zu dem vom Stadtbaurat Rudolf Hillebrecht nach dem Zweiten Weltkrieg entwickelten Konzept der „autogerechten Stadt“, in der der Fernverkehr auf Schnellstraßen um das Stadtzentrum herumgeführt wird. Die Stadtplanung der niedersächsischen Landeshauptstadt erlangte als „Wunder von Hannover“ in den 1950er Jahren überregionale Bekanntheit.

## Verlauf

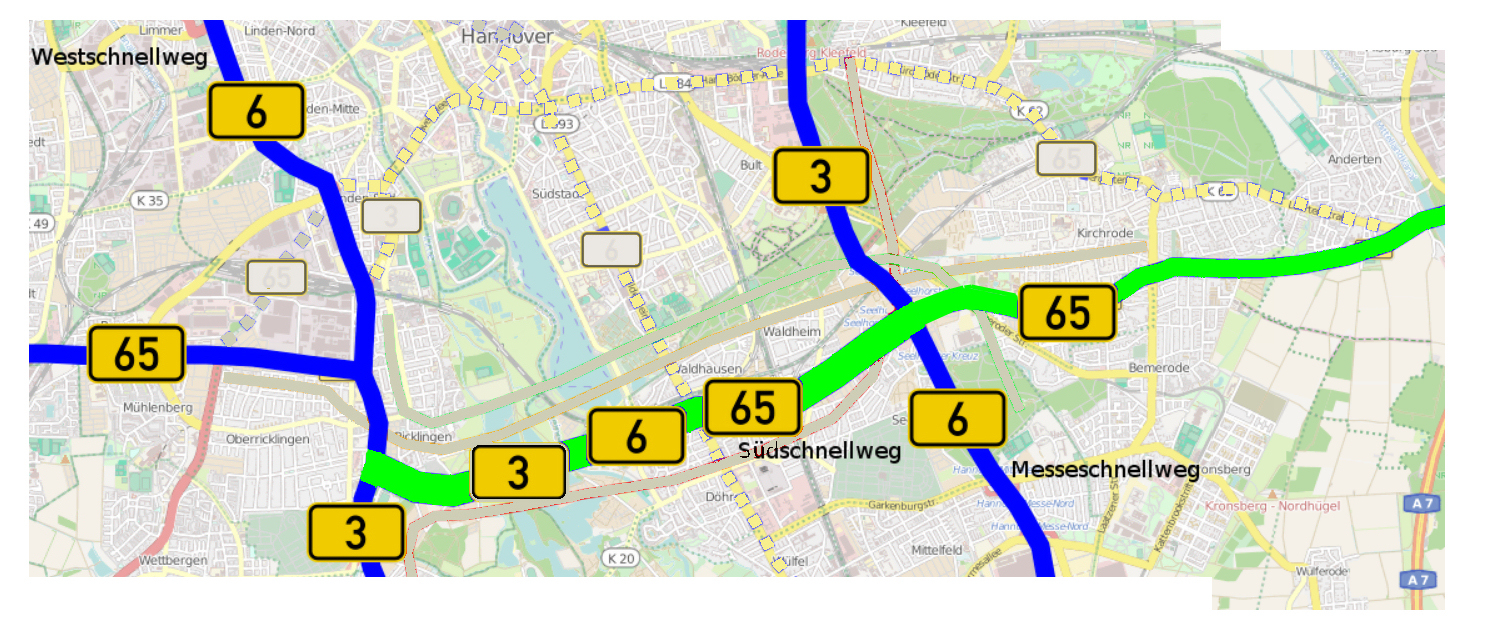
Verlauf des Südschnellwegs (grün) im hannoverschen Schnellwegenetz mit den Bundesstraßen B 3, B 6 und B 65

Der Südschnellweg wird zwischen von 35.000 bis 60.000 Fahrzeugen am Tag befahren (Stand: 2022). Er beginnt westlich in Hannover-Ricklingen am Landwehrkreisel, wo die Frankfurter Allee von Norden die Bundesstraßen B 6 und B 65 sowie von Süden die B 3 heranführt. Ab hier werden die drei Bundesstraßen gemeinsam über den Südschnellweg nach Osten geführt.
Der Schnellweg überquert die Leine, die Ricklinger Kiesteiche, die Hildesheimer Straße und am Seelhorster Kreuz den Messeschnellweg. Dort zweigt die B 3 nach Norden und die B 6 nach Süden ab. Danach überquert er, jetzt nur noch als Bundesstraße 65, die Bemeroder Straße und die Brabeckstraße sowie den Mittellandkanal an der Schleuse Anderten und endet an der Stadtgrenze Hannovers im Stadtteil Anderten nach der Anschlussstelle Hannover-Anderten (Bundesautobahn A 7). Die B 65 führt dort weiter nach Osten.

## Brückenabriss Hildesheimer Straße

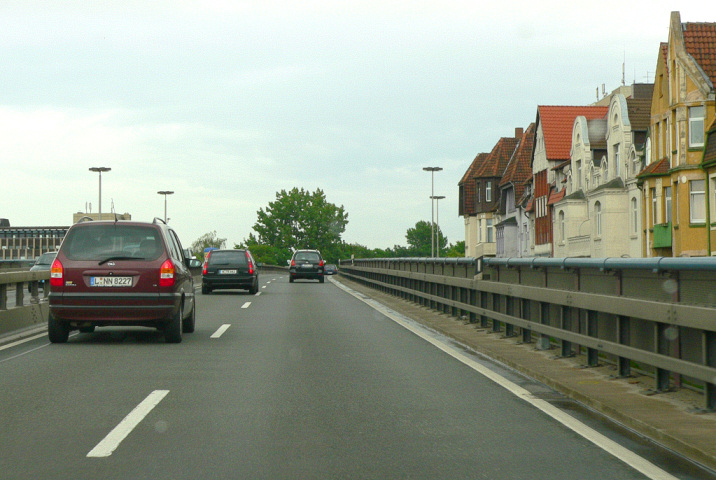
Die Brücke in Döhren, 2007

Die 484 Meter lange Brücke des Südschnellwegs über die Hildesheimer Straße in Döhren weist seit den 2010er Jahren Rissbildungen auf und musste 2012 für Schwerlasttransporte gesperrt werden. Aufgrund einer weiteren Verschlechterung des Zustands wurden im Juni 2013 zwei der vier Fahrstreifen gesperrt. Die Brücke ist seit 2014 behelfsweise gesichert. Trotzdem wird die einstreifige Verkehrsführung bis zum Neubau Mitte der 2020er Jahre beibehalten. 2015 startete ein Ideenwettbewerb zum Neubau der Querung der Hildesheimer Straße. Aufgrund herrschender Lärmschutzbestimmungen war ein gleichartiger Brückenneubau nicht möglich. Es gab die Wahl zwischen Brückenbauwerken mit hohen Lärmschutzwänden und einem Trog- oder Tunnelbauwerk. Letztendlich fiel die Entscheidung zugunsten eines Tunnels.

## Ausbau mit Verbreiterung
Seitens der Niedersächsischen Landesbehörde für Straßenbau und Verkehr ist eine Sanierung des Südschnellwegs und der Ausbau nach Autobahn-Standard auf einer Länge von rund 10 km vorgesehen. Das bedeutet eine Verbreiterung der bisher rund 15 Meter breiten Schnellstraße um rund 10 Meter auf etwa 25 Meter. Zudem ist im Verlauf des Schnellweges die Erneuerung von maroden Straßenbrücken erforderlich, die wegen ihres baulichen Zustands nur noch bis zum Ende des Jahres 2024 genutzt werden dürfen. Laut dem Bundesverkehrsministerium sei der Ausbau erforderlich, um mit einem Seitenstreifen und einem breiteren Mittelstreifen den Verkehr sicherer zu machen, unter anderem zur Schaffung von Raum für eine Rettungsgasse bei Stau. Zurückliegend gab es eine Reihe von Unfällen mit Personenschäden. Die Gesamtkosten für den Ausbau einschließlich des Tunnelbaus wurden anfangs auf 400 Millionen Euro, später auf 580 Millionen Euro geschätzt. Der Planfeststellungsbeschluss lag 2021 vor. Die Arbeiten am ersten, rund vier Kilometer langen Bauabschnitt sollen von 2023 bis 2028 andauern. In dem Abschnitt ist im Niederungsgebiet der Leinemasch auf einer Länge von rund 2,5 km die Freimachung von 13 Hektar mit Grünflächen, darunter rund fünf Hektar mit Bäumen und Sträuchern, erforderlich. Von den 13 Hektar sollen vier Hektar dauerhaft versiegelt und sieben Hektar nach den Bauarbeiten wieder bepflanzt werden.

### Proteste gegen den Ausbau

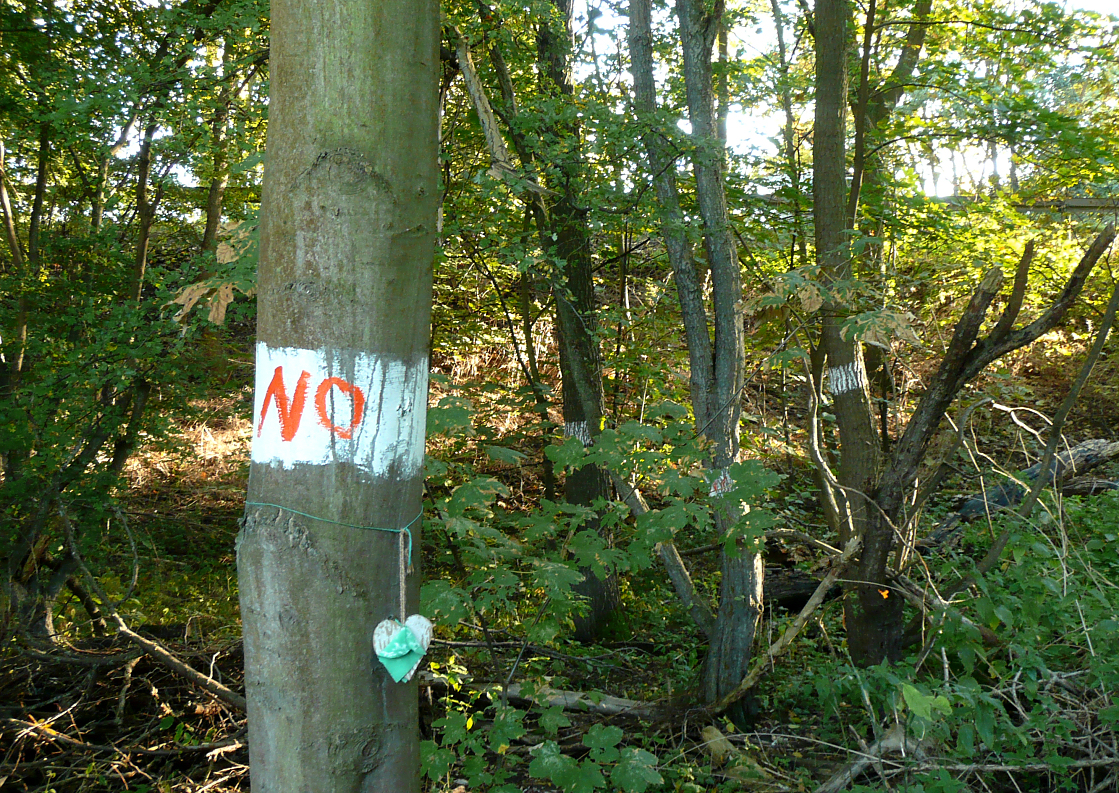
Schriftzug gegen Baumfällungen an der Böschung des Südschnellwegs

Die Ausbaupläne führten zu massiver Kritik durch Umweltschutzgruppen, weil sie nicht der Verkehrswende und dem Klimaschutz entsprächen. Umweltschützer kritisieren insbesondere den Kahlschlag an der Vegetation in der Leinemasch, die im Landschaftsschutzgebiet Obere Leine liegt. Außerdem befürchten sie, dass mehr Fahrspuren zu mehr Autoverkehr führen würden und bemängeln, dass der Radverkehr im Ausbaukonzept nicht berücksichtigt worden ist. Auch seien während der Baumaßnahmen über Jahre Beeinträchtigungen im Naherholungsgebiet Ricklinger Kiesteiche zu erwarten. Anlieger erhoben Klage vor dem Oberverwaltungsgericht Lüneburg, die jeweils negativ beschieden wurde. Eine Entscheidung über eine Klage der Bürgerinitiative Umweltschutz Hannover, die keine aufschiebende Wirkung hat, steht noch aus (Stand: 2022).
Im Jahr 2021 begannen Protestaktionen, die sich als sonntägliche Spaziergänge, Demonstrationen, Mahnwachen und Fahrraddemonstrationen auf dem Schnellweg darstellten. Zu Beginn der Fäll- und Rodungszeit im Oktober 2022 richteten Umweltschützer vor Ort eine mehrmonatige Dauermahnwache ein. Größerer Art waren Demonstrationen im Jahr 2022 mit 800 Teilnehmern und mit 400 Teilnehmern sowie im Jahr 2023 mit etwa 1000 Teilnehmern
und mit 6000 Personen (laut Polizei 3800). Im Vorfeld von Baumrodungen richteten Umweltschützer Anfang 2024 erneut eine Dauermahnwache ein und führten eine Demonstration mit 1200 Teilnehmern durch.

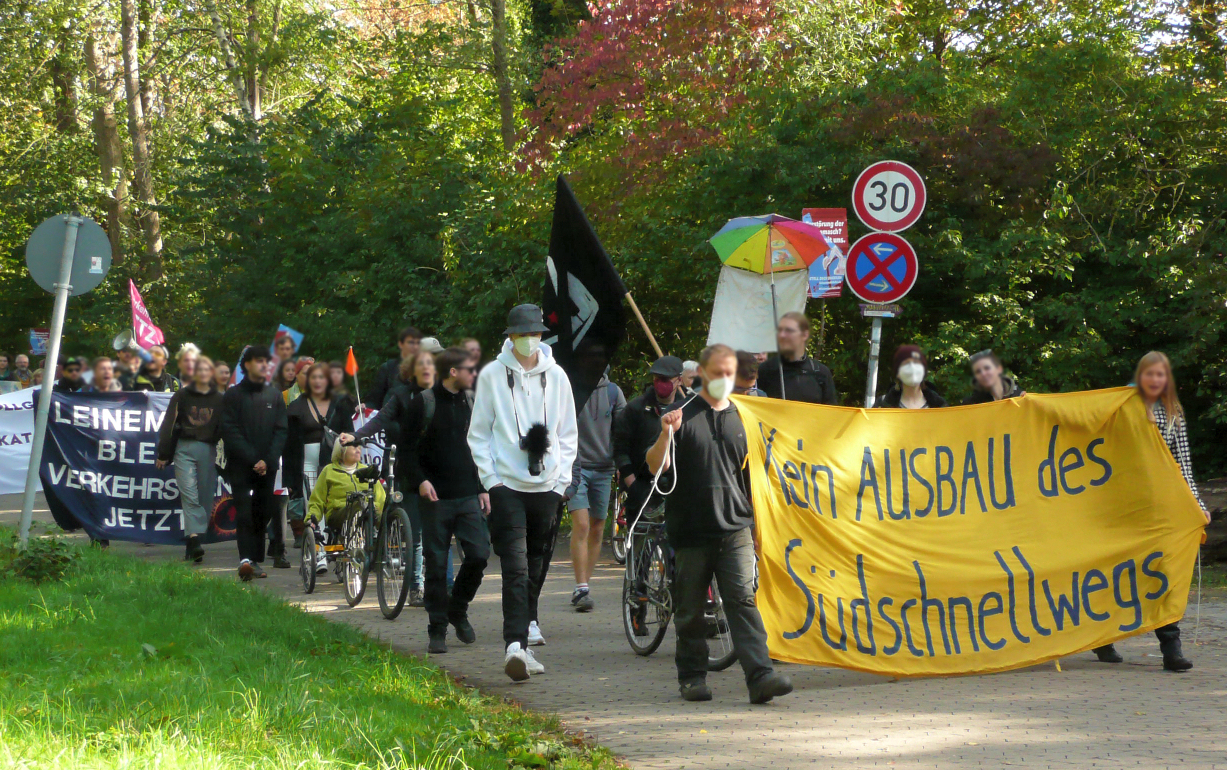
Demonstration gegen den Ausbau des Südschnellweges, 2022
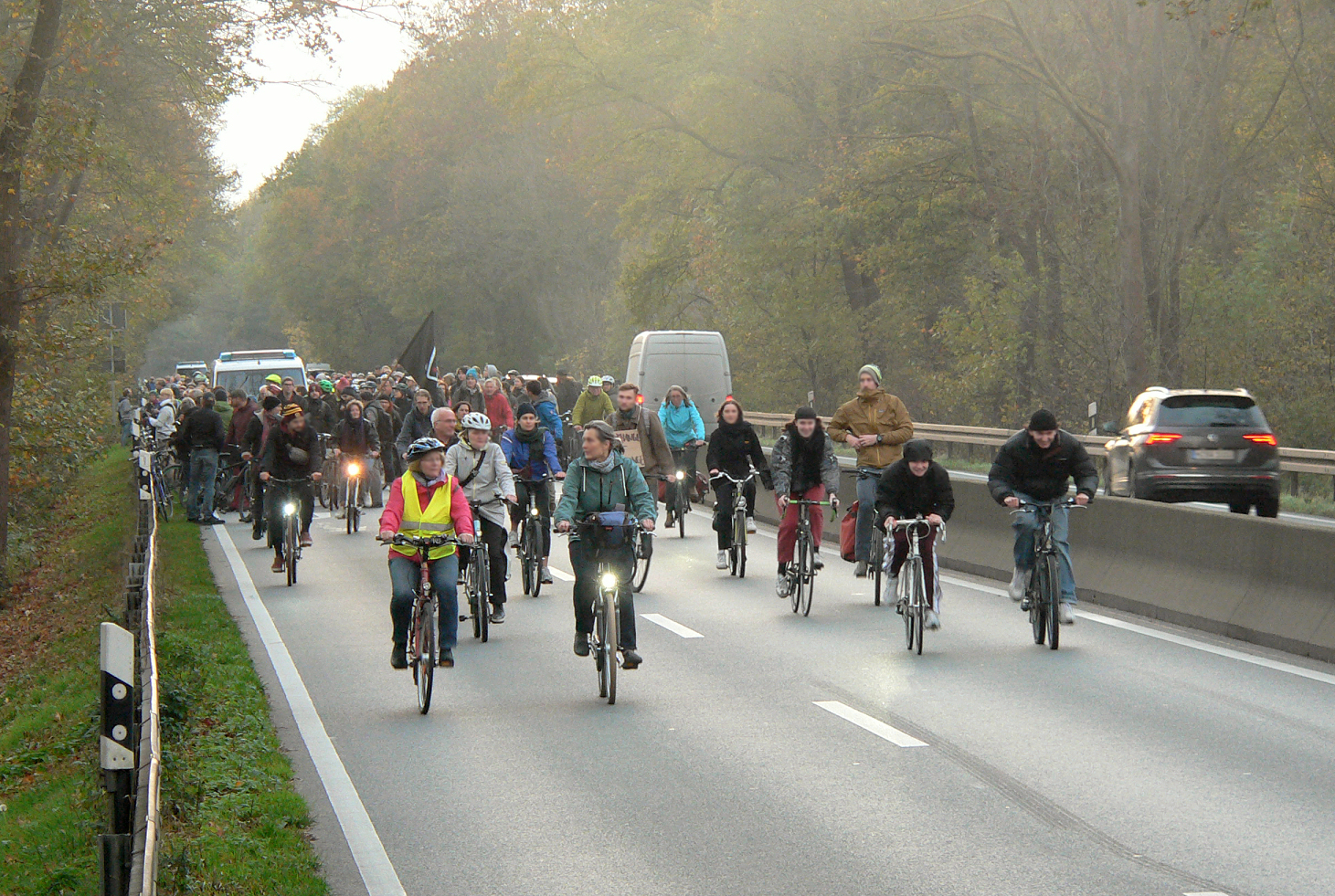
Fahrraddemonstration auf dem Südschnellweg, 2022
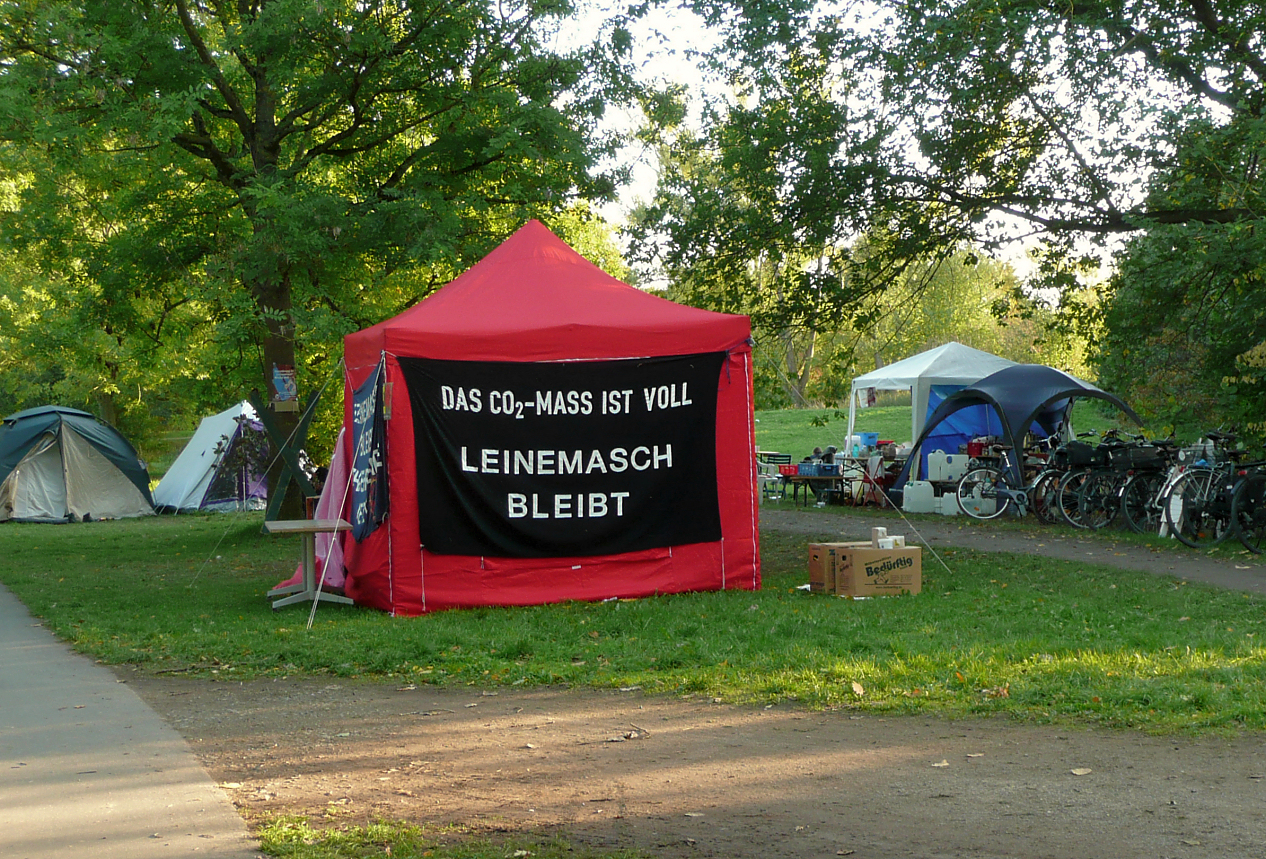
Zelt der Dauermahnwache, 2022
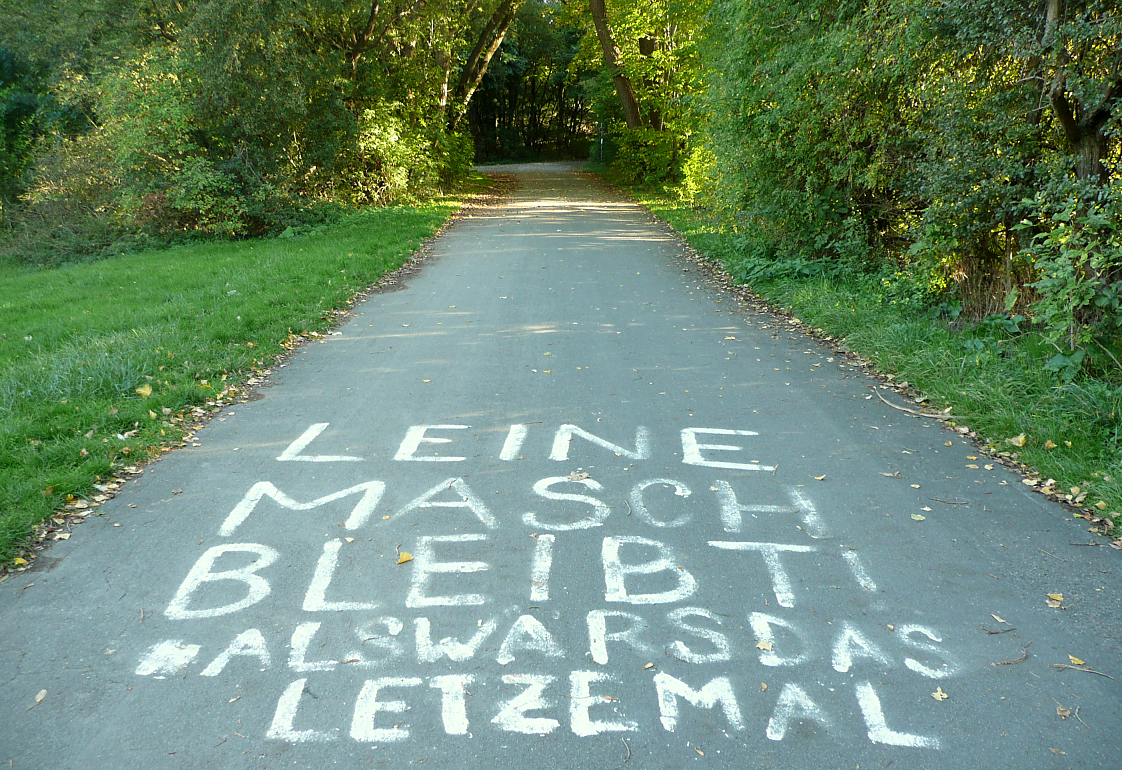
Schriftzug auf einem Weg

### Baumbesetzung
Im Oktober 2022 führten Aktivisten des Bündnisses Ende Gelände eine Baumbesetzung am Südschnellweg durch, um Baumfällungen in dem zur Rodung vorgesehenen Waldbereich zu verhindern. Dazu errichteten sie zwischen dem Schnellweg und einem Teich ein Camp mit Baumhäusern unter der Bezeichnung „Tümpel-Town“. Ende 2022 bestand es aus fünf Baumhäusern in bis zu 20 Meter Höhe, deren Anzahl bis 2024 auf 13 angestiegen war.
Als Anfang 2024 Baumrodungen bekannt wurden legten die Aktivisten auf einem an das Camp angrenzenden Sportplatz einen wassergefüllten Graben mit Wall an und befestigten ihn mit Stacheldraht und Zäunen. Kurz danach räumten Polizeikräfte das Camp in einem dreitägigen Einsatz und beseitigten die Baumhäuser, um die Baumrodungen zu ermöglichen. Insgesamt waren rund 5200 Polizisten aus mehreren Bundesländern und der Bundespolizei eingesetzt. Die Kosten beliefen sich auf 3 Millionen Euro.

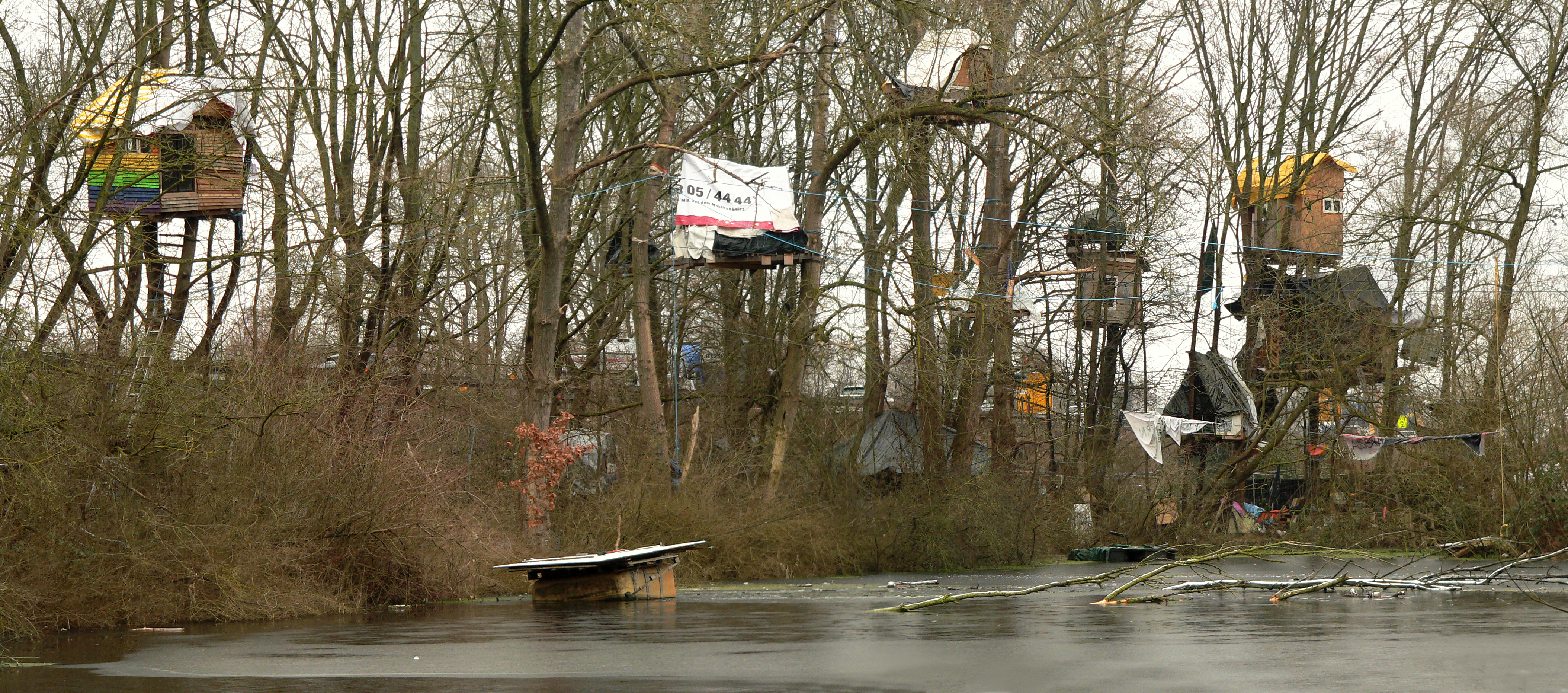
Baumhäuser des Camps „Tümpel-Town“  zwischen dem Südschnellweg und einem Teich, 2024
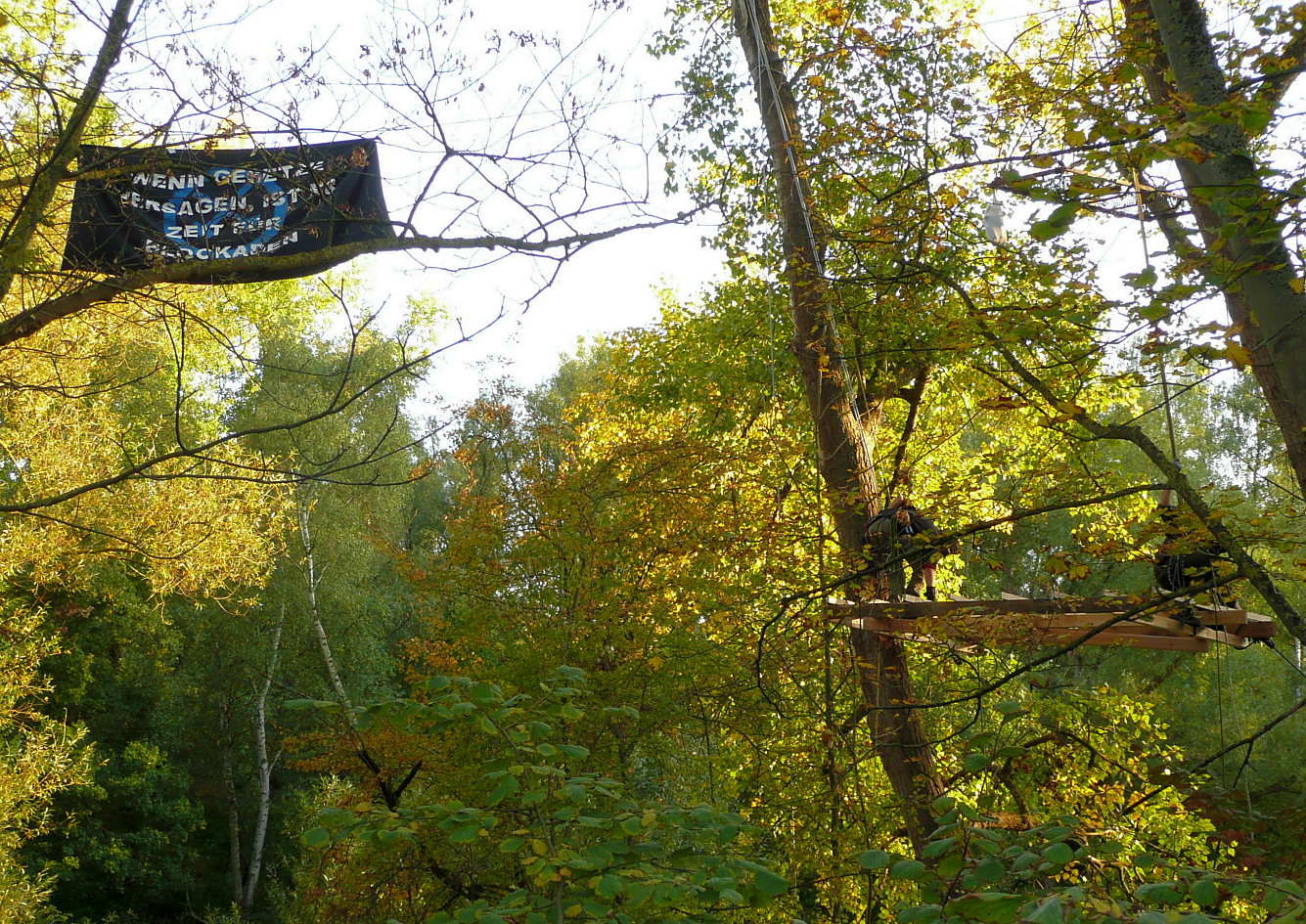
Aktivisten auf einer Plattform und Protestbanner „Wenn Gesetze versagen, ist es Zeit für Blockaden“
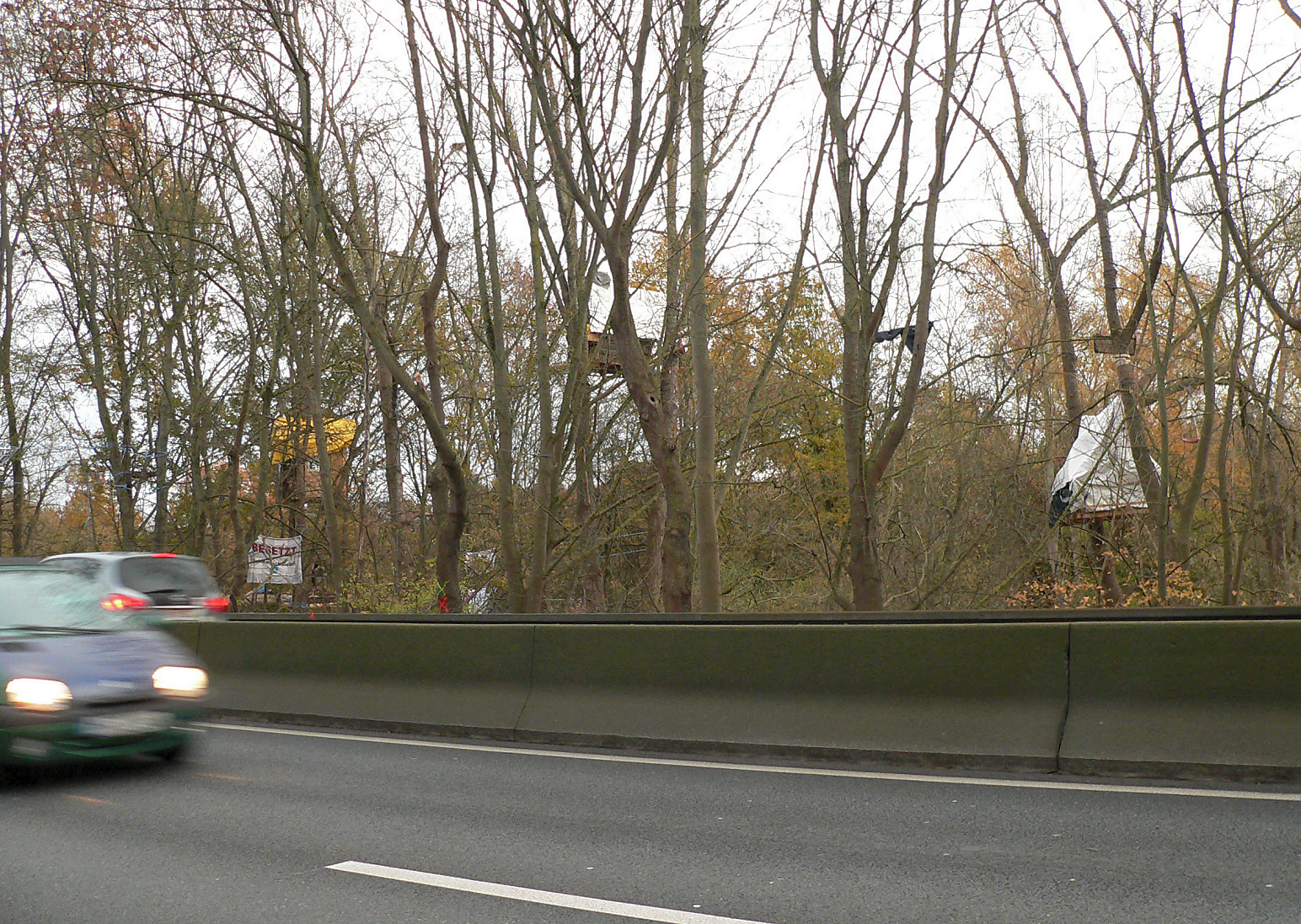
Die Baumhäuser vom Südschnellweg aus gesehen, 2022
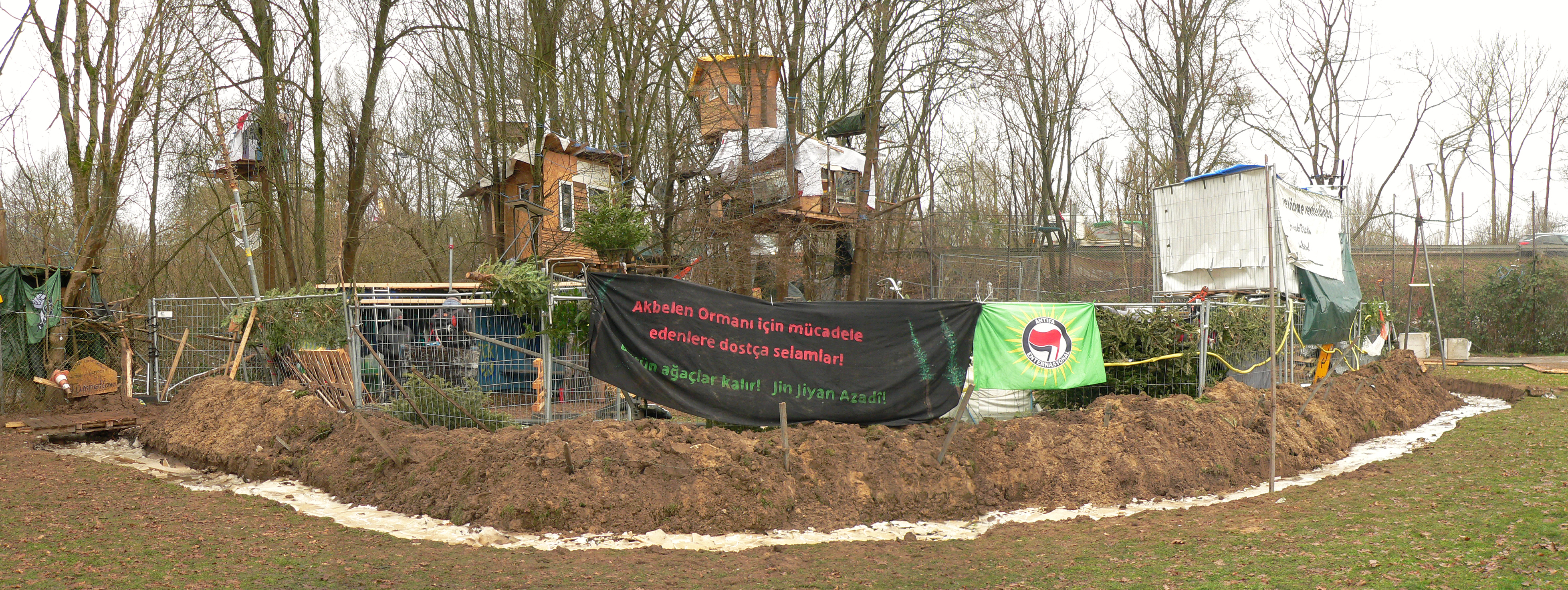
Das von den Aktivisten mit Wassergraben und Zaun gesicherte Camp, 2024

### Baumrodungen

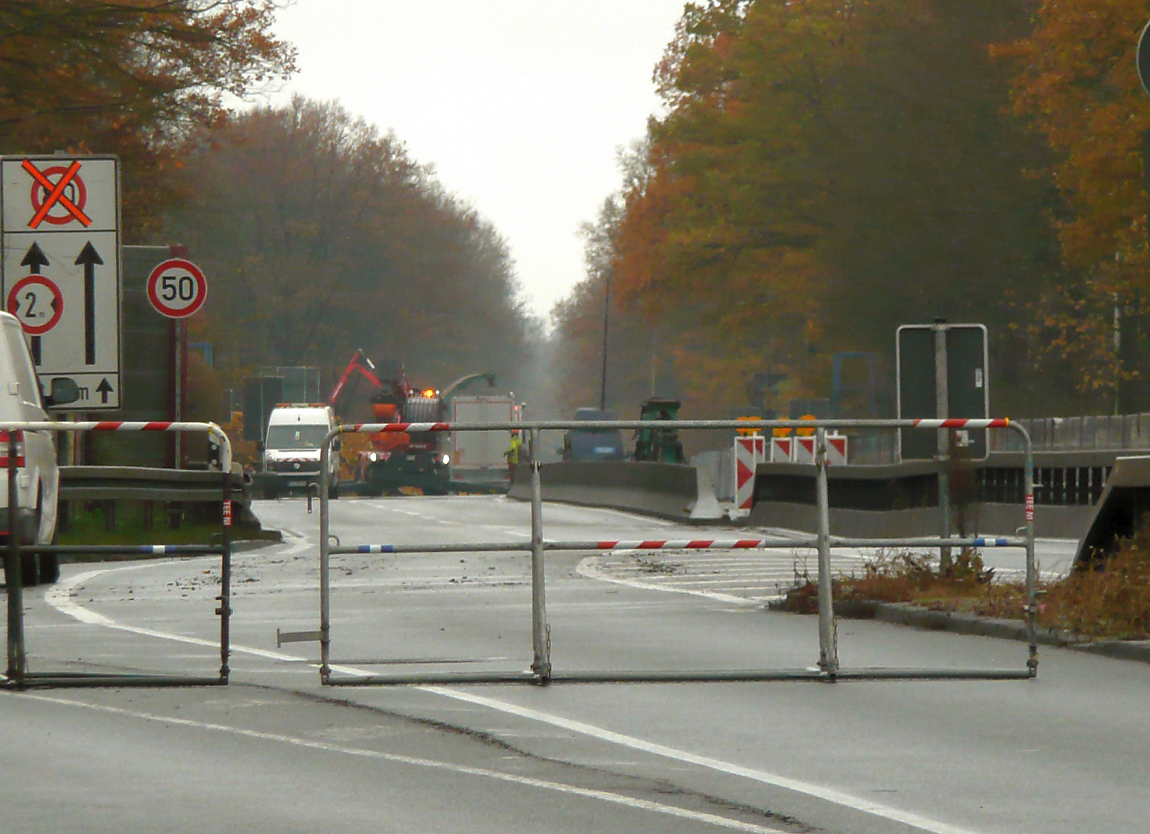
Baumfällungsarbeiten für den Bau einer Behelfsbrücke vor dem Tunnelbau, 2022

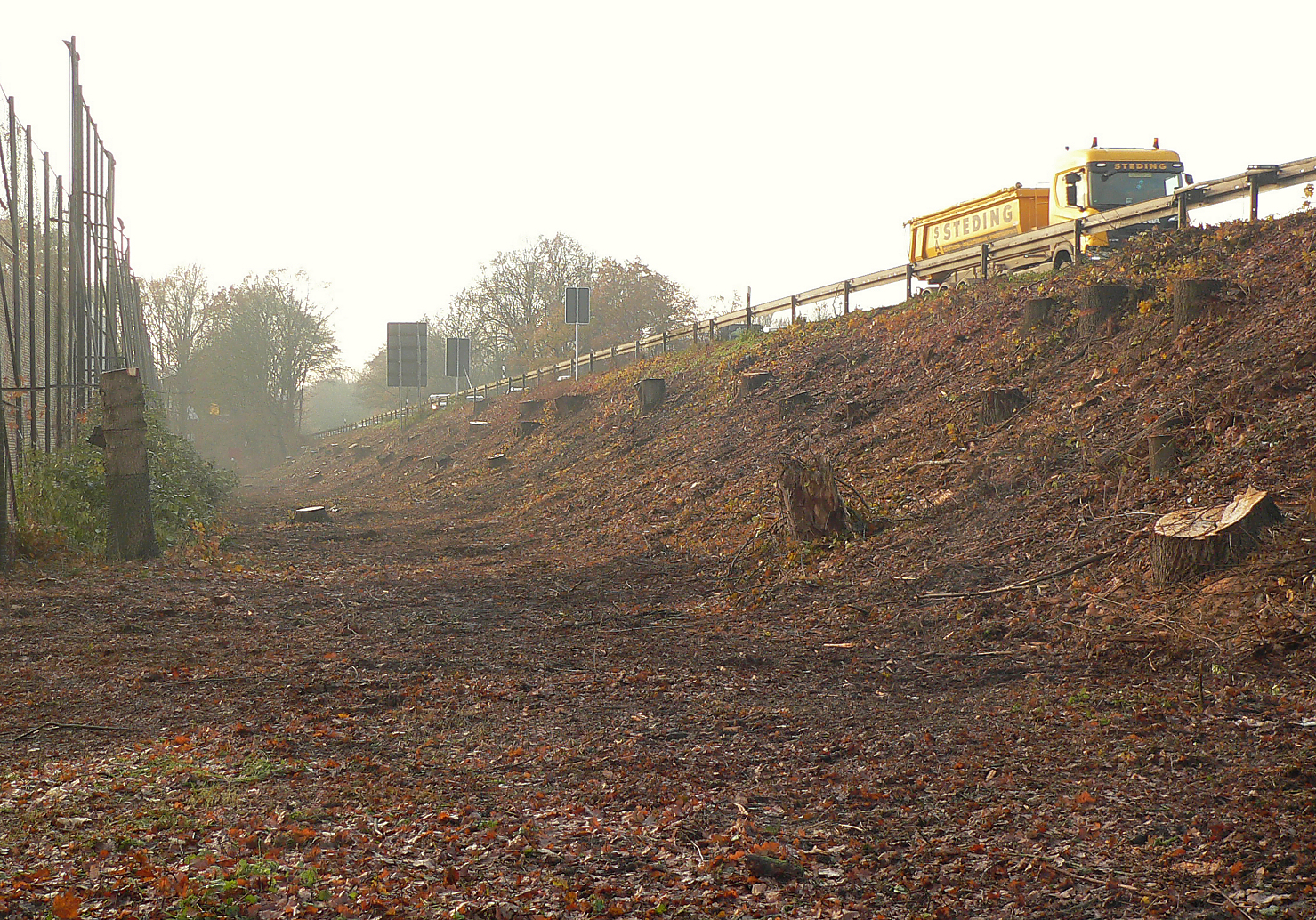
Nach den Baumfällungen, 2022

Für den Bau einer Behelfsbrücke vor dem Tunnelbau erfolgten Ende 2022 erste Baumfällungen an den Böschungen des Schnellwegs. Dabei kam es durch die Aktivisten aus dem Besetzercamp zu kleineren Aktionen. Etwa 100 Menschen führten eine spontane Demonstration durch, weil angeblich zu viele Bäume gefällt wurden. Presseberichten zufolge sicherten 1400 Polizisten, unter anderem aus dem Bundesgebiet, die Arbeiten ab. Anfang 2024 kam es zu weiteren Baumfällungen am Schnellweg in einer Größe von etwa fünf Hektar, nachdem die Polizei das Camp und die Baumhäuser der Aktivisten geräumt hatte.

### Reaktionen der Politik
Trotz der Umstrittenheit des Ausbaus erklärte der damalige niedersächsische Verkehrsminister Bernd Althusmann (CDU) den Ausbau für unausweichlich. Der niedersächsische Ministerpräsident Stephan Weil (SPD) hielt an den Planungen fest. Der hannoversche Oberbürgermeister Belit Onay (Bündnis 90/Die Grünen) hielt die Ausbauplanungen für überzogen, sie seien „völlig aus der Zeit gefallen“.
Nach der niedersächsischen Landtagswahl 2022 berief der neue niedersächsische Verkehrsminister Olaf Lies (SPD) kurzfristig einen „runden Tisch“ ein, dem Teile der Ausbaugegner fern blieben. Lies wollte im festgefahrenen Streit nach Lösungen suchen, machte aber klar, dass der Tunnelbau für den Südschnellweg wie geplant starten müsse. Er verhängte ein einseitiges Moratorium, wonach Rodungen im Landschaftsschutzgebiet bis zum Beginn der Rodungssaison im Oktober 2023 nicht stattfinden werden. Auch würde das in dem Gebiet liegende Besetzercamp „Tümpel-Town“ mit den Baumhäusern solange nicht geräumt.

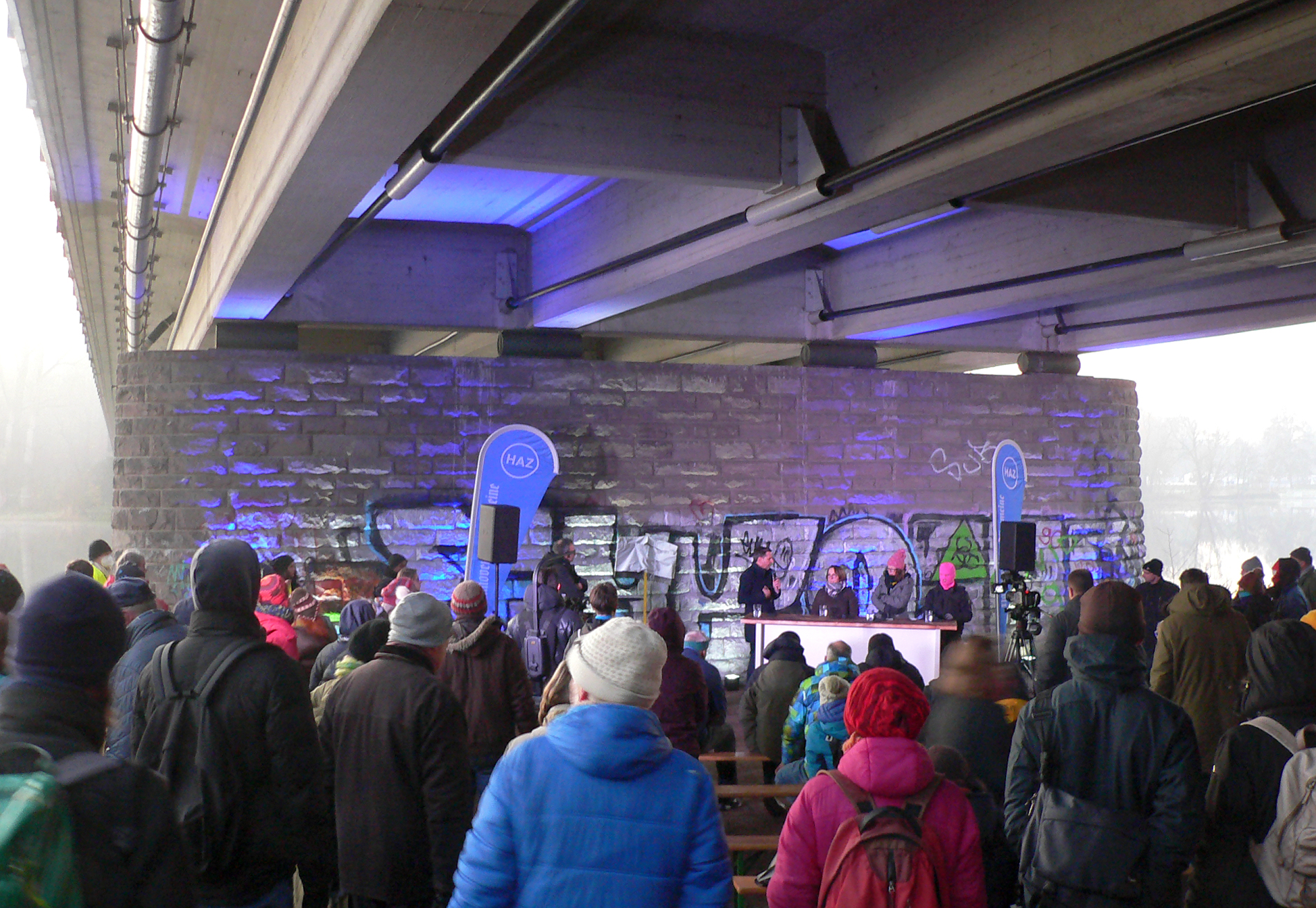
Podiumsdiskussion unter einer Brücke des Südschnellwegs, 2022

Die Hannoversche Allgemeine Zeitung veranstaltete Ende 2022 unter einer Brücke des Südschnellwegs eine Podiumsdiskussion mit verschiedenen Landespolitikern, darunter der niedersächsische Verkehrsminister Olaf Lies (SPD), und Ausbaugegnern. Im Ergebnis ließ sich über den Ausbau des Südschnellwegs kein Konsens herstellen, da die Positionen der Gegner und Befürworter zu festgefahren waren.
Ende 2022 führten die stellvertretende niedersächsische Ministerpräsidentin Julia Willie Hamburg (Bündnis 90/Die Grünen) und Verkehrsminister Olaf Lies (SPD) sowie eine 20-köpfige Delegation Gespräche über mögliche Planungsänderungen im Bundesverkehrsministerium in Berlin. Auch wurde eine Expertenrunde zur Überprüfung des geplanten Ausbaus eingesetzt. Laut dem Abschlussbericht der Expertenrunde habe sich die Verbreiterung der Fahrbahn auf über 25 Meter nicht als zwingend erwiesen, sondern sei eine Ermessensentscheidung der Verwaltung gewesen. Im Nachhinein wurde bekannt, dass das Land die Straße ursprünglich 31 Meter breit bauen wollte. Im Jahr 2023 einigten sich das Land Niedersachsen und der Bund, an den ursprünglichen Verbreiterungsplänen festzuhalten, weil es für einen neuen Ausbauplan zu spät sei.